# Gelah Musara
Gelah Musara is een bestuurslaag in het regentschap Aceh Tenggara van de provincie Atjeh, Indonesië. Gelah Musara telt 200 inwoners (volkstelling 2010).